# مبلمان شاخی

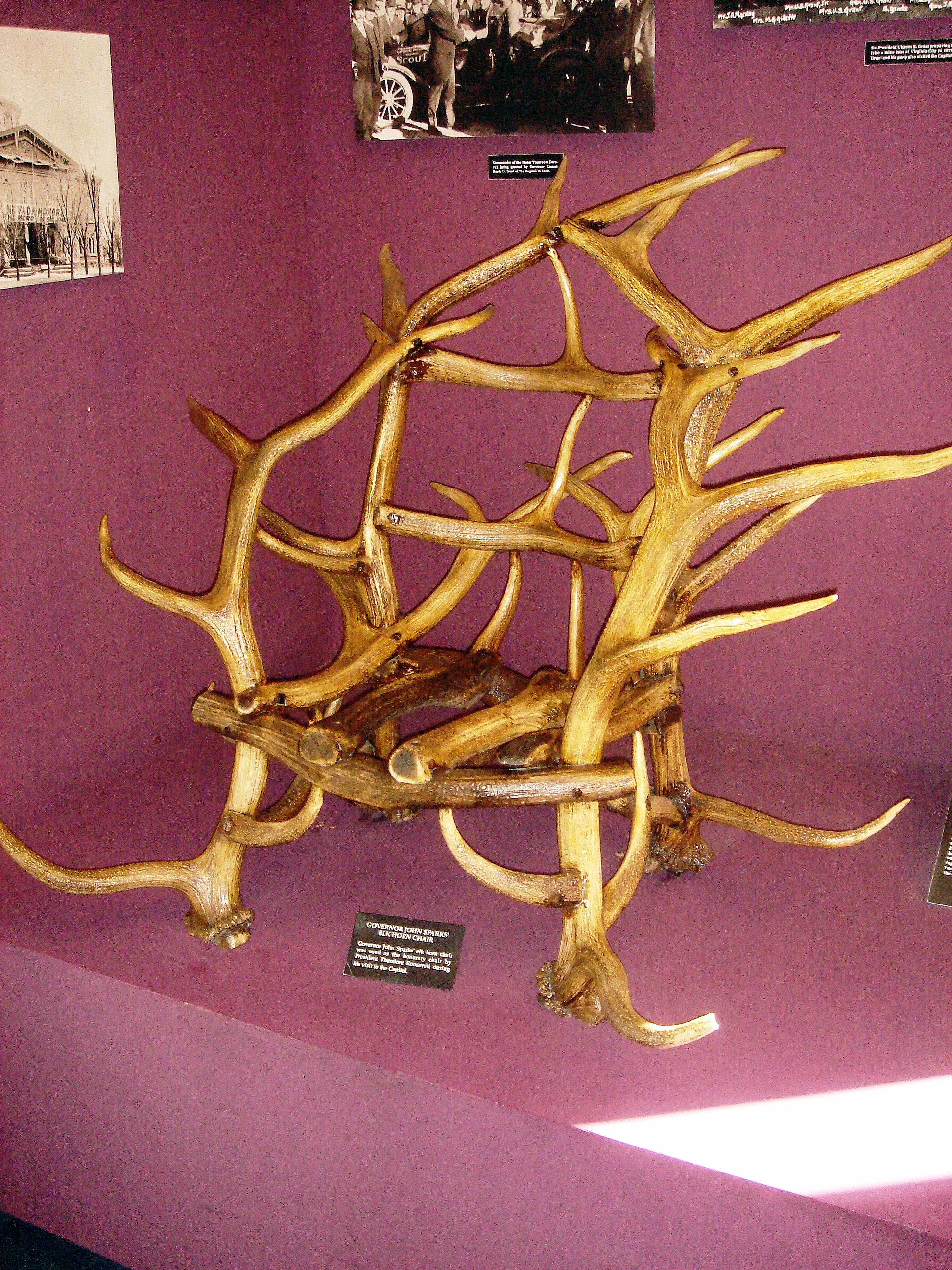
صندلی شاخ گوزن در ساختمان کنگره ایالت نوادا

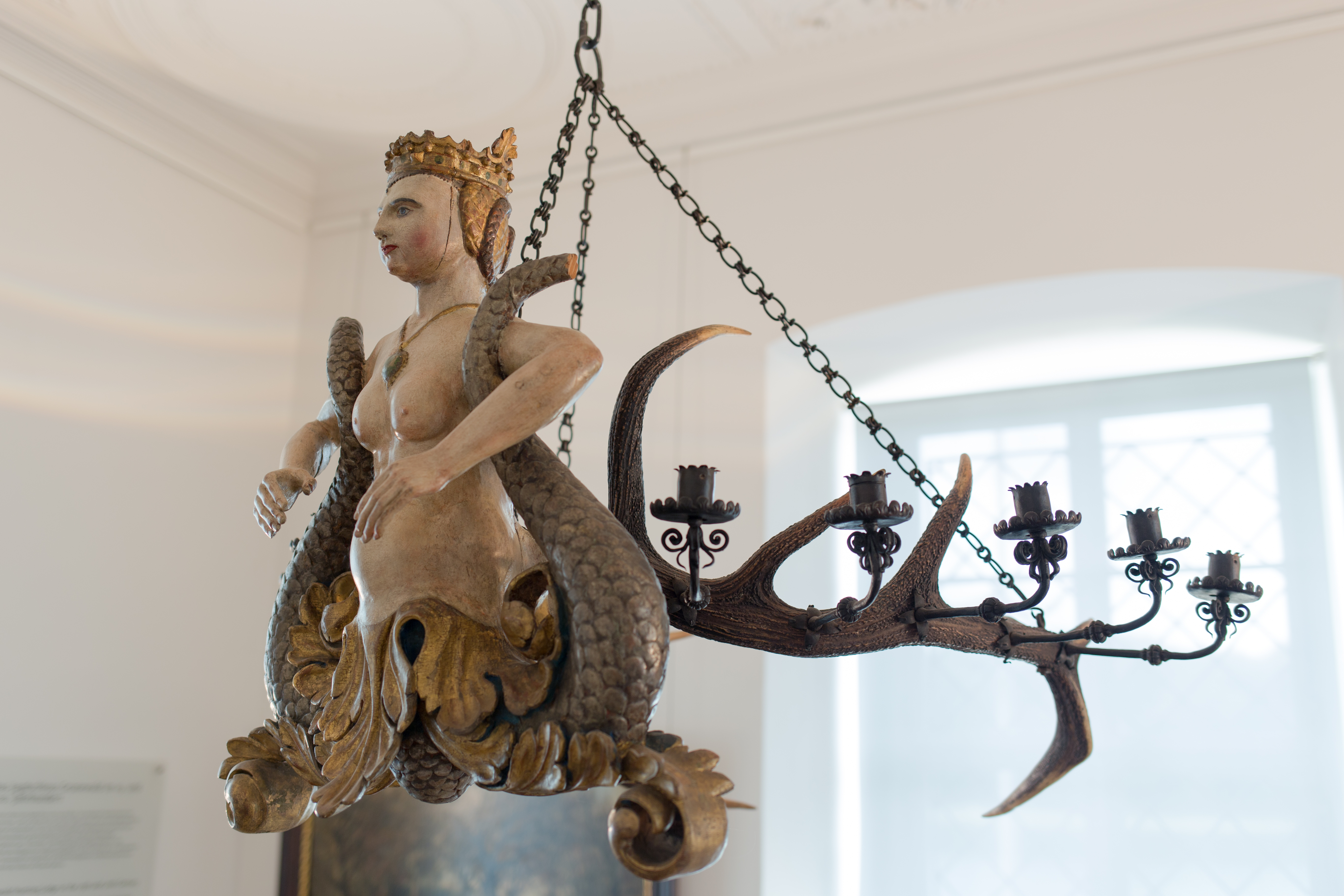
Leuchterweibchen (شمع ماده) در Jagdschloss Grunewald

مبلمان شاخ نامی است که به مبلمانی گفته می‌شود که به طور کامل توسط شاخ‌های ریخته‌شده یا قطعه‌های مبلمان مانند کابینت‌هایی که با عناصر شاخ‌مانند گل‌های شاخ تراشیده‌شده یا با تکه‌های شاخ از عاج، آهو و گوزن تزئین شده‌اند، داده می‌شود. غنائم تعقیب و گریز در گذشته در اواخر قرون وسطی برای اثاثیه مورد استفاده قرار می‌گرفت و در دوران مدرن مبل‌سازان از شاخ جانورانی مانند گاو (معمولاً شاخ‌درازان)، بز، موس و گوزن استفاده می‌کردند.

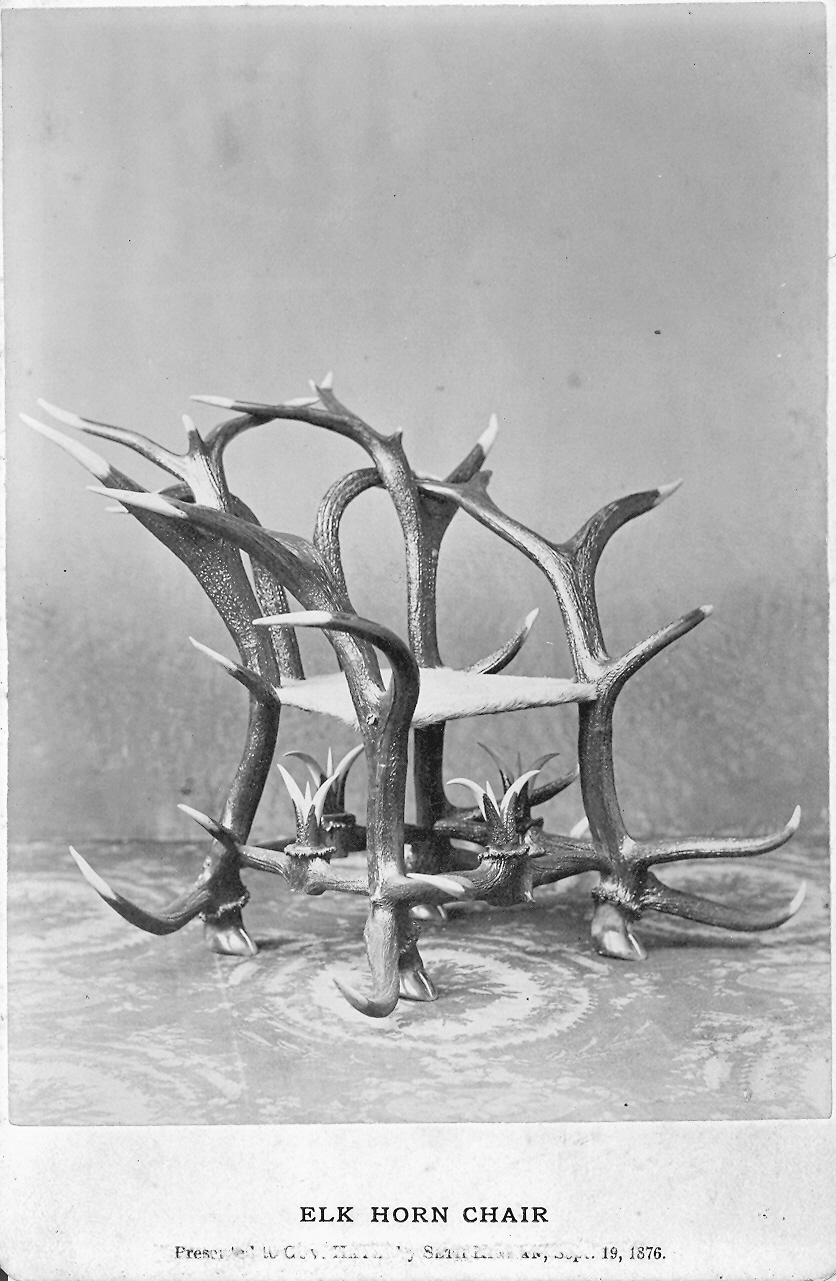
صندلی الکورن توسط ست کینمن در سال 1876 که به رادرفورد بی هیز اهدا شد.